# Dietmar von Dippel
Dietmar Edler und Ritter von Dippel (* 23. Februar 1943 in Berlin; † 27. März 2009 ebenda) war ein deutscher Rechtsanwalt und Notar.

## Werdegang
Nach dem Abitur in Hannover studierte Dippel an der FU Berlin Volkswirtschaft und Rechtswissenschaft. 1964 wurde er Mitglied des Corps Rheno-Guestphalia Berlin. Bis zu seinem Tod war er Hauptgeschäftsführer des Unternehmens- und Arbeitgeberverband für Großhandel und Dienstleistungen (AGD) in Berlin sowie Geschäftsführer des Landesverbandes des Groß- und Außenhandels von Berlin und Brandenburg (LGA). Außerdem gehörte er als stellvertretendes Mitglied dem Vorstand der Landesversicherungsanstalt Berlin an.
Nach der politischen Wende in der DDR organisierte er im Februar 1990 ehrenamtlich mehr als 400 private Großhändler im Verband der privaten Großhändler und forcierte nach der Volkskammerwahl im März 1990 die Bildung regionaler Großhandelsverbände. Sie waren nach der Wiedervereinigung Basis für die Integration der ostdeutschen Großhandelsbranche in den Bundesverband des deutschen Groß- und Außenhandels (BGA).
Für seine Verdienste um das Entstehen demokratischer Großhandelsstrukturen noch in der DDR und gleich nach der Wiedervereinigung auf der Grundlage der Prinzipien der Sozialen Marktwirtschaft wurde Dippel am 6. März 2009 mit dem Verdienstkreuz 1. Klasse der Bundesrepublik Deutschland ausgezeichnet.
Neben seiner Verbandstätigkeit war er Gründungspate und Ehrenmitglied des Lions Club Berlin Gendarmenmarkt.

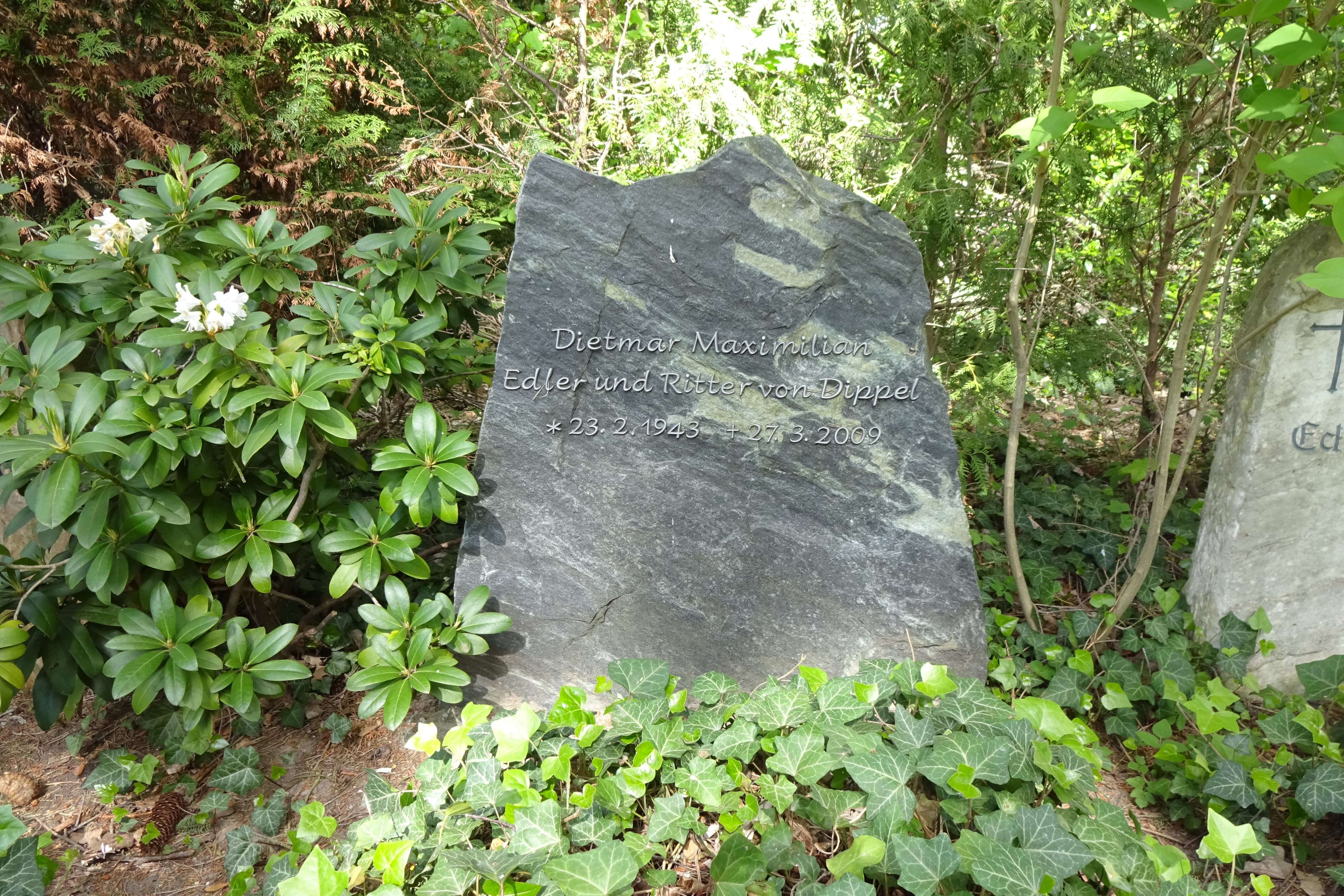
Grabstätte

Er ist auf dem Evangelischen Kirchhof Nikolassee bestattet.

## Ehrungen
- 1983: Verdienstkreuz am Bande der Bundesrepublik Deutschland
- 2009: Verdienstkreuz 1. Klasse der Bundesrepublik Deutschland